# Diepoldo II di Vohburg
Diepoldo II di Vohburg (... – Mellrichstadt, 7 agosto 1078) fu margravio di Nordgau e di Giengen.

## Biografia
Era il figlio minore del conte Diepoldo I, margravio di Cham-Vohburg e quindi apparteneva alla stirpe dei Rapotonidi. Sposò Liutgarda di Zähringen, figlia di Bertoldo I. Fu il fondatore di diversi enti ecclesiastici e diede al vescovado di Ratisbona, tra le altre, il villaggio di Waldsassen come fonte di reddito, in cui venne fondato l'abbazia di Waldsassen da suo figlio Diepoldo III. Il suo dominio si estendeva sull'Egerland fino alla Boemia Occidentale, dove fu coinvolto nella fondazione del castello di Pfraumberg. Diepoldo II morì nella battaglia di Mellrichstadt il 7 agosto del 1078.

## Matrimonio e figli
I figli Diepoldo II e Liutgarda di Zähringen furono:
- Diepoldo III († 1146), margravio di Nabburg, Vohburg e Cham ∞ (I) prima del 1118 Adelajda di Polonia (1090/91-1127) figlia del principe Ladislao Ermanno ∞ (II) Cunegonda di Beichlingen della casata di Northeim, figlia del conte Cuno, vedova di Wiprecht III, conte di Groitzsch ∞ (III) Sofia, sorella del conte conte ungherese Stefano;
- Corrado, intorno al 1110;
- (?) Adelaide di Mochental († geistlich[traducibile in ecclesiastica?] 1º dicembre 1127) ∞ Enrico I († 24 settembre prima del 1116 come monaco a Zwiefalten) conte di Berg, sepolto a Zwiefalten.